# رينيه هانسن
رينيه هانسن (بالدنماركية: René Hansen)‏ هو لاعب كرة قدم دنماركي، ولد في 18 أبريل 1965 في الدنمارك في مملكة الدنمارك.